# 朱广庆
朱广庆（1932年—2012年），曾用名纪中辉、学农，男，辽宁金县人，中国作曲家、指挥家，曾任吉林省文学艺术界联合会副主席，吉林省音乐家协会主席，中国音乐家协会理事。